# Список великих князів литовських

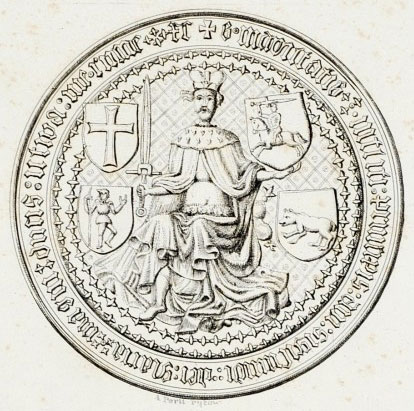
Велика печатка Сигізмунда Кейстутовича (1436) з гербами Литви (погоня), Волині (хрест), Жемайтії (ведмідь) і Троків (піхотинець)

Ве́ликий кня́зь Ли́товський (ст.-укр. великій князь Литовскій) — офіційний титул правителів Великого князівства Литовського у XIV—XVIII ст. З першої половини XIV ст. князі іменувалися великими князями Литви і Жмуді (Жемайтії),. В Ольгерда, наслідуючи Гедиміна, у титулі починають фігурувати русини або Русь, що оформлюється вже однозначно за Вітовта у вигляді назви «великий князь Литовський, Руський, Жемайтійський та інших» – тепер обидві держави керувались одним володарем.
На межі XIV—XV століть, за правління Ягайла і Вітовта, над титулом «великого князя» певний час побутувала форма «верховний князь Литовський», що належала Ягайлу і означала його формальний сюзеренітет над Вітовтом, що було досягнуто з Острівської угоди. Остаточно формула «великий князь Литовський, Руський і Жемайтійський» утвердилася, відповідно до наслідків політичної ситуації, за Жиґімонта Кейстутовича і відтоді належала наступним литовським монархам.

## Таблиця
| Князі Великого князівства Литовського (Великі князі Литовські) | Князі Великого князівства Литовського (Великі князі Литовські) | Князі Великого князівства Литовського (Великі князі Литовські) | Князі Великого князівства Литовського (Великі князі Литовські)                                  |
| Портрет                                                        | Ім'я                                                           | Роки правління                                                 | Примітка                                                                                        |
| -------------------------------------------------------------- | -------------------------------------------------------------- | -------------------------------------------------------------- | ----------------------------------------------------------------------------------------------- |
| Міндовг. Гравюра 1578 р.                                       | Міндовг I                                                      | 1236–1263                                                      | 1253 року коронований                                                                           |
| Тройнат. Гравюра 1578 р.                                       | Тройнат                                                        | 1263–1264                                                      |                                                                                                 |
| Портрет XVII ст., який приписують Войшелку.                    | Войшелк                                                        | 1264–1267                                                      |                                                                                                 |
| Шварно. Портрет 1908 р.                                        | Шварно Данилович                                               | 1267–1269                                                      |                                                                                                 |
|                                                                | Роман Вовк                                                     | 1268–1270                                                      | Легендарний                                                                                     |
| Гравюра 1581 г.                                                | Тройден                                                        | 1270–1282                                                      |                                                                                                 |
| Зображення 1908 року                                           | Довмонт                                                        | 1282–1285                                                      |                                                                                                 |
|                                                                | Бутигейд                                                       | 1285–1290                                                      |                                                                                                 |
|                                                                | Будивид                                                        | 1291–1295                                                      |                                                                                                 |
| Витень. Гравюра 1578 р.                                        | Витень                                                         | 1295–1316                                                      |                                                                                                 |
| Гедимін. Гравюра 1578 р.                                       | Гедимін                                                        | 1316–1341                                                      |                                                                                                 |
| Явнут                                                          | Явнут                                                          | 1341–1345                                                      |                                                                                                 |
| Ольгерд. Гравюра 1578 р.                                       | Ольгерд Гедимінович                                            | 1345–1377                                                      | Співправитель разом з братом Кейстутом Перемога над Золотою Ордою в Битві на Синіх Водах (1362) |
| Богословська дискусія з Ягайлом. Зображення XV ст.             | Ягайло Ольгердович                                             | 1377–1381                                                      |                                                                                                 |
| Печатка Кейстута. 1379 р.                                      | Кейстут                                                        | 1381–1382                                                      |                                                                                                 |
| Багаслоўская гутарка з удзелам Ягайлы. Выява XV ст.            | Владислав II Ягайло                                            | 1382–1386                                                      | Кревська унія (1385) з Королівством Польським, Король Польщі у 1386—1434                        |
| Скиргайло. Гравюра 1578 р.                                     | Скиргайло Ольгердович                                          | 1386–1392                                                      | Намісник Ягайла                                                                                 |
| Вітовт. Мініатюра 1555 р.                                      | Вітовт Великий                                                 | 1393–1430                                                      | де-юре васал Ягайла до 1401 року                                                                |
| Свидригайло. Гравюра 1581 р.                                   | Свидригайло Ольгердович                                        | 1430–1432 (номінально до 1439)                                 |                                                                                                 |
| Печатка Сигізмунда Кейстутовича 1437 р.                        | Сигізмунд Кейстутович                                          | 1432–1440                                                      |                                                                                                 |
| Казимир. Портрет XV ст.                                        | Казимир IV Ягеллончик                                          | 1440–1492                                                      | Король Польщі у 1447—1492                                                                       |
| Олександр і канцлер польський Ян Ласький. Малюнок 1506 р.      | Олександр Ягеллончик                                           | 1492–1506                                                      | Король Польщі у 1501—1506                                                                       |
| Сигызмунд І. Між 1511—1537 рр.                                 | Сигізмунд Старий                                               | 1506–1544                                                      |                                                                                                 |
| Сигізмунд ІІ. 1550-і рр.                                       | Сигізмунд Август                                               | 1544–1572                                                      | Люблінська унія (1569) з Королівством Польським                                                 |

## Титул

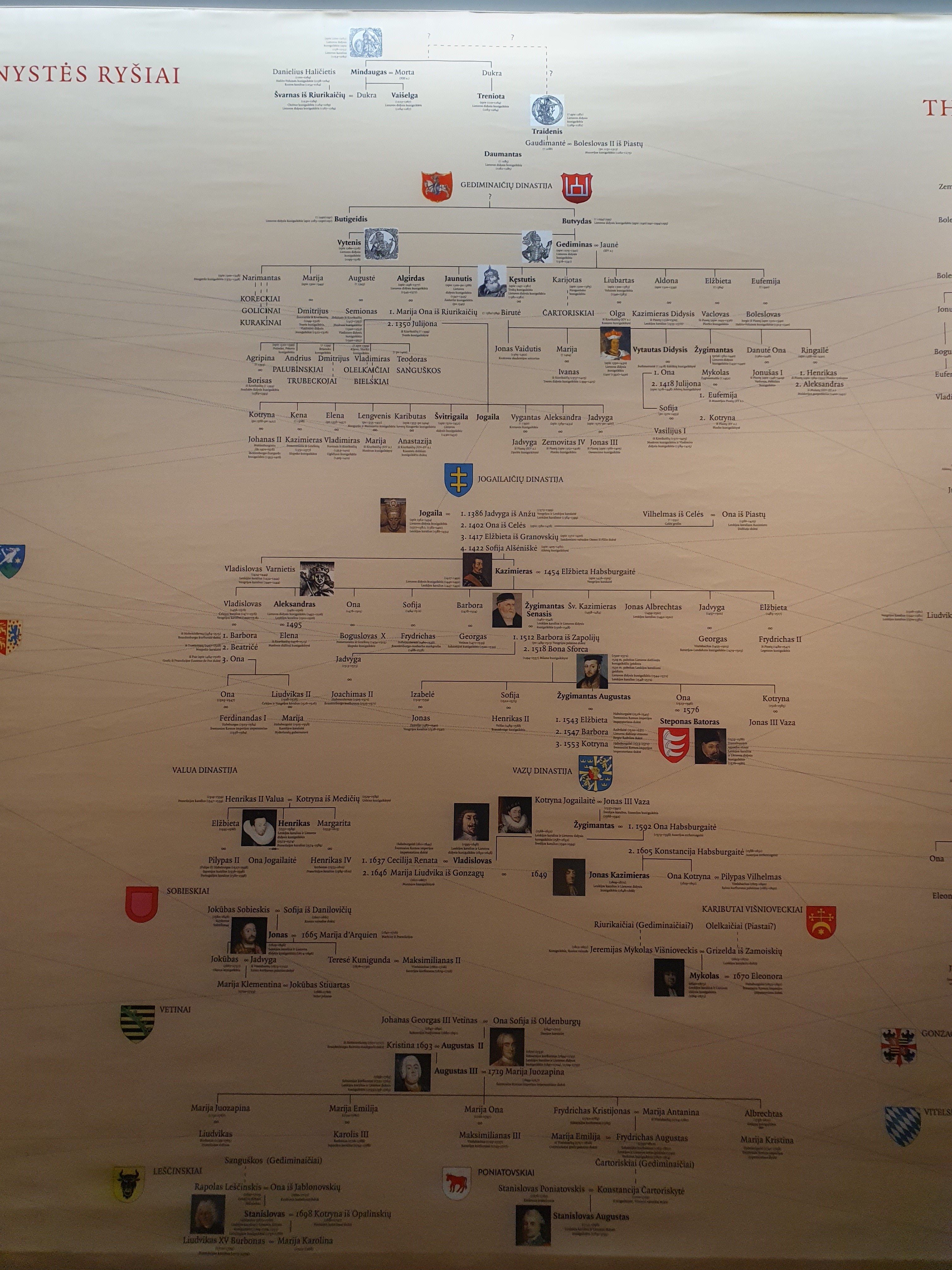
Генеалогічні дерева литовських монархів, виставлені в палаці великих князів литовських у Вільнюсі

- 1253: лат. Myndowe, Dei gracia rex Letthowie[1] (Міндовг, Божою милістю, король Литви)
- 1255: лат. Myndowe dei gracia Primus Rex Lettowie[2] (Міндовг, Божою милістю, перший король Литви)
- 1261, серпень: лат. Mindowe, Dei gratia rex Littowie[3] (Міндовг, Божою милістю, король Литви)
- 1323, травень: лат. Gedeminne Dei gratia Letphanorum Ruthenorumque rex, princeps et dux Semigallie[4] (Гедимін, Божою милістю, король литовців і русинів, принц і князь Семигалії).
- 1342: ст.-укр. Олкгердъ Божїю милостью великий князь Литовскїй, Рускїй Жомоитскїй и иныхъ[5]
- 1379: нім. Wir Jagel obirster Herczoge der Littouwin unde Kenstutte Herczoge zcu Tracken[6] (Ми, Ягайло, верховний герцог Литви, і Кейстут, герцог Троків)
- 1380: нім. Wir Jagel obirster kung der Littouwen[7] (Ми, Ягайло, верховний король Литви)
- 1382: нім. Wir Jagal von gotis gnaden grosir konig czu lyttauwen und wir Skirgal Hertzog zcu Tracken[8] (Ми, Ягайло, Божою милістю, великий король Литви і ми, Скиргайло, герцог Троків)
- 1383: лат. Nos Jagalo divina deliberacione magnus Rex vel dux litwanorum Russieque dominus et heres[9] (Ми, Ягайло, божественим попустом, великий король і князь Литовський, а також господар і дідич Русі)
- 1387: ст.-укр. Владислав божье милости король польскии, литовскии, руски, иных земль господарь[10]
- 1388, липень: ст.-укр. Мы Александръ, або Витовтъ зъ Божей ласки великій князь Литовскій, и дѣдичь Городенскій, Берестейскій, Дорогицкій, Луцкій, Влодимерскій и иншихъ[11]
- 1396: лат. Nos Allexander alias Wytawdus Supremus dux Littovie[12]
- 1432, вересень: ст.-укр. мы Жикгимонтъ, Божіею милостью великий князь Литовскии, Жомойтскии, Рускии и иныхъ[13]
- 1442, червень: ст.-укр. Милостью Божіею, мы  великій князь Казимиръ, королевичъ, Литовскій, Жомойтскій, Рускій и иныхъ[14]
- 1449, листопад: ст.-укр. Милостью Божю, мы, Казимир, корол польскии и великии князь литовскии, рускии, жомоитскии, и иныхъ[15]
- 1450, липень: ст.-укр. Казимир, Божью милостью, корол польскии и великии князь литовскии, рускии, жомоитскии, и иных[16]
- 1457, листопад: ст.-укр. Самъ Казимеръ, Божю милостю Король полский, великій князь Литовский, Руский, княжа Пруское, Жомоитский и иныхъ[17]
- 1483, липень: ст.-укр. Казимир, Божью милостью корол польскии и великии князь литовскии, рускии, княжа пруское, жомоитъскии, и иныхъ[18]
- 1492, серпень: ст.-укр. Мы Александръ, зъ Божее ласки велики князь Литовски, Руски, Жомойтски, панъ и дѣдичъ[19]
- 1496, квітень[20]; 1498, жовтень[21]: ст.-укр. Самъ Александръ, Божою милостью великій князь Литовскій, Русскій, Жомоитскій и иныхъ
- 1499, травень: ст.-укр. мы Александръ, Божьею милостью велики князь Литовскій, Рускій, Жомойтскій, и иныхъ панъ и дѣдичъ[22]

### Монографії
- Крип'якевич І. П. Історія України / відп. редактори Ф. П. Шевченко, Б. З. Якимович — Львів: Світ, 1990. —520 с. / («Пам'ятки історичної думки України»)
- Чаропко В. Великие князья Великого Княжества Литовского. Минск: Беларусь (Победа), 2013. 2-е изд., испр. В пер. 264 с.: ил. 2000 экз. ISBN/ISSN 978-985-01-1020-6